# Бочковая бомба
Бочковая бомба (от англ. barrel bomb, где barrel — бочка) — кустарная авиабомба, своего рода «авиационное самодельное взрывное устройство» (П. Мартон указывает, что бочковые бомбы далеко не всегда делают из бочек, и более подходящим названием была бы «импровизированная авиабомба»). Обычно представляет собой цилиндрическую металлическую ёмкость, наполненную взрывчатым веществом или зажигательной смесью, возможно с дополнительными осколочными поражающими элементами. Термин приобрёл широкую известность в ходе гражданской войны в Сирии, но случаи применения бочек со взрывчаткой в качестве самодельных бомб, как и сам термин англ. barrel bomb, имеют давнюю историю (термин первоначально применялся к штурмовым бочкам). П. Мартон отмечает более раннее использование Израилем в первой арабо-израильской войне и Хорватией в ходе войны с Югославией.
Средства массовой информации обычно интерпретируют применение бочковых бомб как тактику «коллективного наказания», однако П. Мартон указывает на рациональную «нулевую гипотезу»: подобно другим видам оружия, бочковые бомбы применяются при наличии военной необходимости для нанесения поражения противнику, иначе их использование было бы бесполезной растратой дефицитных ресурсов.

## Общая характеристика
Бочковые бомбы относительно дешёвы: от 200 до 300 долларов США за единицу.  Взрывчатое вещество отличается относительно простым химическим составом, схожим с удобрениями типа АСДТ. Поражающие факторы бомб могут различаться: шрапнель из металлических деталей, фугасное действие. Возможно также поражение с помощью объёмного взрыва и химических веществ.
Никакие прицельные или иные приспособления для сброса бомб не используются. Типичным способом применения, в частности в Сирии, является сброс с низколетящего вертолета с прицеливанием «на глаз» (см. также ниже).
Из-за низкой эффективности бочковых бомб государства предпочитают использовать другие типы бомб и применяют бочковые в условиях ограниченных ресурсов и нехватки других видов вооружений. П. Мартон в качестве условий применения указывает на отсутствие у атакующих управляемого оружия и присутствие на земле большого количества трудно идентифицируемых и малоценных целей.

## Применение

### США
Впервые во время Вьетнамской войны бочковые бомбы были применены 1-й кавалерийской дивизией США 8 января 1966 года.
ВВС США в апреле 1968 года провели операцию «Инферно», в рамках которой сбрасывались бочки с горючим и слезоточивым газом с целью начать лесные пожары и таким образом вывести партизан Вьетконга из леса Уминьтхыонг. Бомбы не были направлены на густонаселённые места и в итоге оказались бесполезными в борьбе с партизанами.

### Судан
В Судане в начале XXI века бочковые бомбы сбрасывались с транспортных самолётов, летящих на большой высоте.

### Сирия
До начала гражданской войны в Сирии арсенал сирийской армии, в основном, состоял из средств сдерживания возможных авианалётов ВВС Израиля: ракет земля-воздух и воздух-воздух.
С началом гражданской войны запас оружия воздух-земля быстро иссяк, из-за чего армия стала искать простое и дешевое средство для ударов по повстанцам с воздуха.
Применение бочковых бомб было впервые отмечено в 2012 году. Первоначально это были примитивные устройства; на одном из распространённых в Интернете видео сирийский солдат поджигает фитиль от сигареты. Задержка взрыва был рассчитана на подрыв бомбы незадолго до падения на землю, но на практике бомбы часто взрывались высоко в воздухе или разрушались при падении. К концу 2013 года конструкция бомб была усовершенствована, по слухам, с иранской помощью: были добавлены стабилизаторы и контактные взрыватели. В отличие от большинства авиабомб, бочковые бомбы получили не четыре стабилизатора, а три, что облегчало их размещение на полу вертолёта.

### Ирак
Иракская армия применяла бочковые бомбы в борьбе с ИГИЛ с середины 2014 года в их наиболее примитивном варианте, не используя усовершенствования, сделанные сирийцами за год до этого.

## Критика применения в Сирии
Для западных СМИ типично мнение, что применение бочковых бомб в Сирии проводится с целью не защитить население, а запугать его и вынудить переселиться. На это указывают высокие жертвы среди мирного населения, низкая точность бомб, применяемая тактика «двойного удара», вызывающая жертвы среди спасателей; против этого свидетельствуют попытки сирийской армии усовершенствовать бомбы, повысив их точность. Сирийское правительство явно не продемонстрировало заботы о жертвах среди гражданского населения и, возможно, считает исход населения с территорий, занимаемых противником, полезным для военной победы.
Применение столь примитивного оружия, как бочковые бомбы, против гражданского населения грозит президенту Сирии Башару Асаду обвинением в военных преступлениях. Соответственно, Асад отрицает наличие таких бомб в своём арсенале.
По сведениям Сирийского национального совета (СНС) — руководящего органа сирийской оппозиции, — с марта 2012 по декабрь 2013 бочковыми бомбами было убито более 20 тысяч человек. По оценкам, на март 2014 было отмечено от 5 до 6 тысяч случаев применения бочковых бомб. Больше всего случаев пришлось на г. Алеппо.
В феврале 2014 Совет Безопасности ООН принял резолюцию, требующую прекращения неприцельных воздушных бомбардировок, в том числе с применением бочковых бомб. Однако уже в августе 2014 стали поступать сообщения об усилении бомбардировок, несмотря на запрет. Правозащитная организация Human Rights Watch предоставила карту с указанием не менее 600 мест новых бомбардировок бочковыми бомбами.
В начале сентября 2014 постоянный представитель США при ООН Саманта Пауэр сделала заявление, в котором указала, что сирийское правительство «усилило жестокие бомбардировки с применением бочковых бомб». По мнению директора Human Rights Watch по ближнему Востоку Надима Хури, правительство Асада продолжает применение бочковых бомб, поскольку не опасается решительных действий со стороны международного сообщества.
В своем обращении к Совету Безопасности ООН по ситуации в Сирии 18 декабря 2015 г., Генеральный секретарь ООН Пан Ги Мун призвал прекратить использование бочковых бомб против гражданского населения.